# SV Геркулеса
SV Геркулеса (лат. SV Herculis) — одиночная переменная звезда в созвездии Геркулеса на расстоянии (вычисленном из значения параллакса) приблизительно 8322 световых лет (около 2552 парсек) от Солнца. Видимая звёздная величина звезды — от +15,1m до +9,1m.
Открыта Эдуардом Пикерингом в 1904 году*.

## Характеристики
SV Геркулеса — красный гигант, пульсирующая переменная звезда, мирида (M) спектрального класса M5e. Эффективная температура — около 3297 K.